# چادر اکسیژن

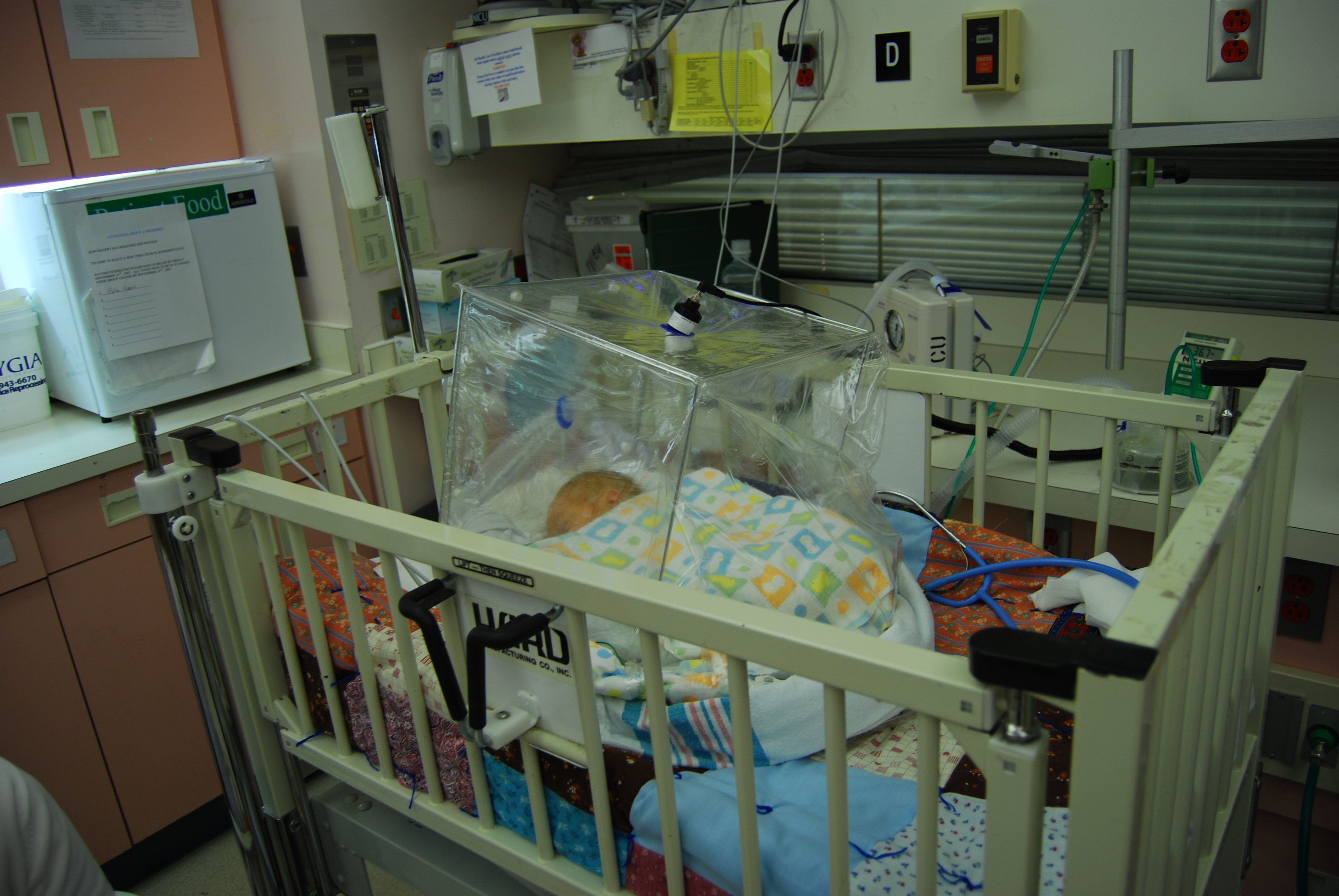

چادر اکسیژن متشکل از یک سایبان است که بر روی سر و شانه‌ها، یا بر روی کل بدن بیمار برای تأمین اکسیژن در سطح بالاتر از حد معمول قرار می‌گیرد. برخی از دستگاه‌ها فقط بخشی از صورت را می‌پوشانند. چادرهای اکسیژن را بعضی اوقات با چادرهای ارتفاعی اشتباه می‌گیرند که توسط ورزشکاران و کسانی که به دنبال سازگاری با ارتفاع هستند استفاده می‌شود، اما این موارد حاوی میزان اکسیژن کاهش یافته‌است.
این شکل از درمان اغلب در شرایطی که افراد در تنفس دچار مشکل هستند، تجویز می‌شود. چادر اکسیژن یا در یک بیمارستان یا در خارج از یک مرکز درمانی قابل استفاده است و می‌تواند برای درمان کوتاه مدت یا طولانی مدت توصیه شود.
به‌طور معمول چادر از مواد پلاستیکی شفاف ساخته شده‌است که می‌تواند تختخواب بیمار را با قسمتهای انتهایی که توسط یک تشک در محل نگه داشته شده‌است پوشانده تا از چسبیدن به صورت هوایی اطمینان حاصل شود.